# Comuna Novoukraiinka, Kuibîșeve
Novoukraiinka (în ucraineană Новоукраїнка) este o comună în raionul Kuibîșeve, regiunea Zaporijjea, Ucraina, formată din satele Berezivka, Hoholivka, Novoukraiinka (reședința) și Veseloivanivske.

## Demografie
Componența lingvistică a comunei Novoukraiinka
     Ucraineană (91,77%)
     Rusă (6,67%)
     Alte limbi (0,12%)
Conform recensământului din 2001, majoritatea populației comunei Novoukraiinka era vorbitoare de ucraineană (91,77%), existând în minoritate și vorbitori de rusă (6,67%) și armeană (1,38%).